# Acque di primavera (racconto)
Acque di primavera (in russo Вешние воды?, Vešnie vody) è un racconto dello scrittore russo Ivan Sergeevič Turgenev (1818-1883) pubblicato nel 1872.

## Trama
Dmitrij Sanin, un uomo di mezza età, frugando tra le carte nel suo studio, si imbatte in una piccola croce tempestata di granati, che gli rammenta una vicenda di trent'anni prima. 
Nell'estate del 1840, il ventiduenne Sanin arriva a Francoforte durante il viaggio di ritorno dall'Italia in Russia al termine del Grand Tour. Durante la sua sosta si reca a una pasticceria dove è servito da Gemma Roselli, una giovane e bella donna figlia di Leonora Roselli, proprietaria del negozio. Dmitrij soccorre il fratello minore di Gemma, Emilio, che aveva perso i sensi; grata per l'aiuto, Gemma invita Sanin a ritornare al negozio la sera per gustare una tazza di cioccolata con la famiglia. Sanin, che ha qualche ora libera prima di partire da Francoforte, accetta l'invito e la sera conosce gli altri membri della famiglia Roselli: oltre a Gemma e ad Emilio, la madre Leonora e Pantaleone Cippatola, un vecchio e alquanto irascibile ex cantante d'opera. Dmitrij sente una crescente simpatia per Gemma, mentre la famiglia Roselli sente simpatia per il giovane russo bello, educato e gentile. La piacevole serata ha fatto dimenticare a Sanin che avrebbe dovuto prendere la diligenza per Berlino; Leonora Roselli invita Sanin a ritornare, e il ragazzo accetta, sebbene sia deluso dall'aver appreso che Gemma è fidanzata con un giovane tedesco di nome Karl Klüber.
Il giorno seguente, nella sua camera d'albergo, Sanin riceve la visita di Karl Klüber il quale lo ringrazia per l'aiuto prestato a Emilio e lo invita a unirsi a una gita a Soden per l'indomani. La sera Sanin ritorna dai Roselli e diventa sempre più attratto dal fascino e dalla bellezza di Gemma. L'indomani, a Soden, durante il pranzo in una locanda, un ufficiale tedesco ubriaco, il barone von Dönhof, fa apprezzamenti fastidiosi sulla bellezza di Gemma; Sanin reagisce sfidando a duello l'ufficiale. Il duello è incruento (Sanin sbaglia il colpo; il barone spara deliberatamente in aria e poi si scusa per il suo comportamento del giorno precedente). Gemma rompe però il fidanzamento con Karl, delusa dal suo comportamento troppo prudente con l'insolente Dönhof, e ricambia l'amore di Dmitrij. Sanin non ha denaro a sufficienza per il matrimonio con Gemma, e si reca nella vicina Wiesbaden per vendere un suo fondo a Mar'â Nikolaevna Polozova, una ricca russa moglie di Ippolit Polozov, già compagno di scuola di Dmitrij). Mar'â è una bella donna capricciosa, che cerca di sedurre Sanin, gli fa perdere la testa e dimenticare la fidanzata. 
La storia ritorna poi al presente, 30 anni dopo questi eventi. Contemplando la croce con i granati, appartenuta a Gemma, Sanin sente rimorso per il suo comportamento e decide di lasciare la Russia e tornare a Francoforte per rintracciare l'antico amore. In Germania non trova però traccia della famiglia Roselli, né incontra chi abbia mai sentito parlare di loro nei luoghi in cui i Roselli abitavano; scopre però che Karl Klüber, che inizialmente aveva avuto molto successo negli affari, alla fine è finito in bancarotta ed è morto in prigione. Infine incontra il barone von Dönhof, il quale gli dice che i Roselli sono emigrati da tempo in America; il barone gli svela ancora che Mar'â Nikolaevna è morta molto tempo prima. Con l'aiuto di un amico di von Dönhof, Sanin ottiene l'indirizzo di Gemma a New York, dove si è sposata con un certo Slocum. Sanin scrive subito a Gemma, narrandole gli eventi della sua vita, pregandola di perdonarlo e giurandole di rimanere a Francoforte nello stesso albergo in cui era stato trent'anni prima, finché non riceverà una sua risposta. Giunge infine la risposta di Gemma: lo perdona, ma adesso è sposa e madre felice di cinque figli la maggiore dei quali, Marianna, sta per sposarsi. Sanin manda anonimamente a Marianna come dono di nozze la croce con i granati di Gemma, ora posta in una collana di magnifiche perle. Il romanzo termina con l'autore il quale ha sentito dire che Sanin sta progettando di vendere le sue proprietà per trasferirsi in America.

## Critica

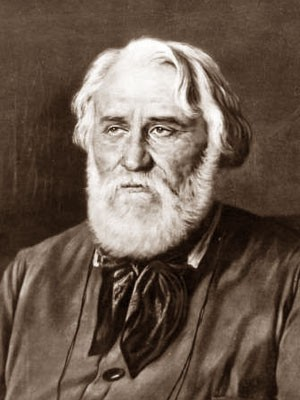
Ritratto di Ivan Turgenev nel 1870

Turgenev iniziò a lavorare ad Acque di primavera probabilmente nel 1870. L'opera fu completata alla fine del 1871 e pubblicata nel numero di gennaio 1872 sulla rivista Il messaggero d'Europa (in russo Вестник Европы?, Vestnik Evropy). Sebbene il soggetto fosse insolito per Turgenev, in quanto era quasi privo di temi politici o sociali, ebbe immediatamente grande successo, tanto che il numero di gennaio del Messaggero d'Europa dovette essere ristampato, un evento senza precedenti nella storia delle riviste russe. La traduzione italiana di Acque di primavera apparve nello stesso anno ad opera di Sof'ja Pavlovna Besobrasov, cugina di Bakunin e moglie di Angelo De Gubernatis; la signora De Gubernatis si era rivolta per lettera direttamente a Turgenev il quale, conoscitore peraltro della lingua italiana, le diede la propria autorizzazione, con parole di lode e ammirazione. 
Il romanzo ha elementi autobiografici. Turgenev ha scritto, di Acque primaverili: «Tout ce roman-là est vrai. Je l'ai vécu et senti personnellement. C'est ma propre histoire». Giorgio Kraisky ritiene che ciò spieghi «la sorprendente potenza evocatrice di questo racconto che porta davanti agli occhi del lettore immagini talmente chiare da parere familiari. C'è, nel racconto, un certo abuso di idilliache scene d'amore, sotto azzurri cieli, ma il tutto è così semplice e gaio, scritto con una tal purezza di lingua, che la trama scorre armoniosamente alla conclusione».

## Edizioni
- Giovanni Turghenieff, Acque di primavera: racconto russo; tradotto da Sofia De Gubernatis-Besobrasof (col consenso dell'autore), Firenze: Tipografia editrice dell'Associazione, 1872; Milano: Tipografia Editrice Lombarda, 1876
- Ivan Turghenieff, Fumo: Acque di Primavera, romanzi Russi, con prefazione di Domenico Ciampoli, Milano: Fratelli Treves Tip. Edit., 1889
- Ivan Turghenief, Acque di primavera: romanzo; versione dal russo del prof. E. W. Foulques, Napoli: Lubrano e Ferrara, 1914
- Ivan Turgheniev, Acque di Primavera: romanzo, Torino: A. B. C., 1933
- Ivan Turghenjev, Acque di primavera; trad. di Bruno Del Re, Milano: Corticelli, stampa 1942
- Ivan Turgheniev, Acque di primavera; trad. di Bruno Del Re; prefazione di Arturo Lazzari, Milano: Universale economica, 1953
- Ivan Turgheniev, Acque di primavera; a cura di Valentina Bianconcini, Bologna: Capitol, 1965
- Ivan Turghenev, Acque di primavera, Firenze: Passigli, 1989, ISBN 88-368-0136-6
- Ivan Turgenev, Acque di primavera; a cura di Alice Farina, Firenze: Barbes, 2009, ISBN 978-88-6294-109-9

## Adattamenti
- Acque di primavera (Torrents of Spring) - film del 1989 diretto da Jerzy Skolimowski con Timothy Hutton (Dimitri Sanin), Nastassja Kinski (Maria Nikolaevna Polozov) e Valeria Golino (Gemma Roselli)